# Leo Todeschini
Leo Todeschini (Zevio, 1916 – Verona, 27 marzo 1982) è stato un militare italiano, decorato di Medaglia d'oro al valor militare a vivente nel corso della seconda guerra mondiale.

## Biografia
Nacque a Zevio, provincia di Verona, nel 1916, figlio di Leone e Giovanna Meneghello. Dopo aver conseguito il diploma di ragioniere presso l'Istituto tecnico di Verona nel corso del 1937, si arruolò nel Regio Esercito venendo ammesso a frequentare il corso Allievi ufficiali presso il 3º Reggimento fanteria carrista, dotato dei carri leggeri L3/35. Nominato sottotenente di complemento in data 1 settembre 1939, fu assegnato a prestare servizio presso il 32º Reggimento fanteria carrista. Trattenuto in servizio con il precipitare della situazione internazionale, fu assegnato successivamente al I Battaglione del 4º Reggimento fanteria carrista, equipaggiato con i carri medi M11/39. Dopo l'entrata in guerra del Regno d'Italia, avvenuta il 10 giugno 1940, prese parte alle operazioni sul fronte occidentale, e poi partì con il suo reparto per l'Africa Settentrionale Italiana il 6 luglio dello stesso anno.  Rimase gravemente ferito ad Adam Abu Hileuiat il 19 novembre, nel corso dell'operazione Compass. Lungamente ricoverato in ospedale a causa delle gravissime ferite, fu promosso tenente nel gennaio 1942, e il 4 agosto dello stesso anno venne decorato di medaglia d'oro al valor militare a vivente. Congedato, venne trasferito al Ruolo d'Onore.
Dopo la firma dell'armistizio di Cassibile, avvenuta l'8 settembre 1943, aderì alla Repubblica Sociale Italiana ricoprendo il ruolo di Federale di Verona Dopo la fine della guerra ritornò alla vita civile, e venne promosso capitano nel 1954, prendendo residenza a Verona. Morì presso l'ospedale di Verona la notte del 27 marzo 1982, per complicazioni dovute alle ferite riportate in combattimento. I solenni funerali si svolsero a Zevio il giorno 30 dello stesso mese, alla presenza di numerose autorità civili e militari.